# Estandarte de Ur
O Estandarte de Ur (também conhecido como o "Estandarte da Batalha de Ur", ou o "Estandarte Real de Ur") é um artefato sumério escavado do que seria o cemitério real, na antiga cidade de Ur (localizada no atual Iraque ao sul de Bagdá). Ele possui três faixas horizontais que retratam o cotidiano do povo de Ur.

## História
O artefato foi encontrado em um dos maiores túmulos reais de Ur, o túmulo PG 779, associado com Ur-Pabilsag, um rei que morreu por volta de 2550 a.C. Acredita-se que entre a data de 2600 - 2400 a.C. As escavações de Sir Leonard Woolley no Iraque em 1927 - 1928 descobriram o artefato no canto de uma câmara, encontrada perto do ombro de um homem que pode ter guardado-o em um poste. Por este motivo Woolley o interpretou como uma bandeira, dando ao objeto seu nome popular, apesar de investigações posteriores não terem conseguido confirmar tal.
Especialistas comumente identificam os dois maiores painéis do artefato como representando de um lado cenas típicas da vida em momentos de paz, enquanto o outro representaria cenas de guerra. Na face que retrata a guerra, os frisos exibem campanhas militares com a subjugação de prisioneiros que são levados à presença do soberano. Na outra face, os tempos de paz permitem o cuidado com a agricultura, com a pecuária e a celebração entre os habitantes da cidade. No friso superior desse lado do artefato, durante o que parece ser um banquete, destacam-se um personagem tocando uma espécie de lira decorada com a cabeça de touro e outro que leva as mãos ao peito e parece cantar ou recitar. Ambos são observados pelo soberano, que se caracteriza por ser a maior figura do relevo.